# Транган
Транган (индон. Pulau Trangan) — самый крупный остров архипелага Ару. В административном отношении входит в состав индонезийской провинции Малуку.
Расположен в Арафурском море, к юго-западу от острова Майкоор. Площадь острова составляет 2148,5 км²; длина береговой линии — 403,1 км. Самая высокая точка — 91 м над уровнем моря.